# Фотовідновлення
Фотовідновлення (англ. photoreduction, рос. фотовосстановление) — фотохімічна реакція відновлення електронозбуджених молекул, індукована абсорбцією світла, при якій відбувається між- або внутрімолекулярний перенос електронiв. До індукованих світлом реакцій відновлення відносять такі процеси:
1. приєднання одного чи більше електронів до збудженої молекулярної частинки;
2. фотохімічне гідрогенування (наприклад, фотовідновлення бензофенону до бензпінакону).